# Pufarin
Pufarinele (uneori scris pufarini) sunt o gustare dulce făcută din grâu expandat cu o glazură dulce. Sunt consumate ca cereale cu lapte la micul dejun sau ca gustare.